# Nicolas Martin (rugby à XV)
Pour les articles homonymes, voir Nicolas Martin et Martin.
Pas d'image ? Cliquez ici

a Compétitions nationales et continentales officielles uniquement.

Nicolas Martin, né le 20 août 1971 à Foix, est un joueur français de rugby à XV qui évolue au poste de centre.

## Biographie
Débutant le rugby en 1980 à Saint Girons, il est international de rugby à sept.
Il joue ensuite avec le FC Lourdes, le Stade toulousain, club avec lequel il obtient un titre de champion de France en 1997, l'USA Perpignan, le SU Agen, club qui est finaliste lors de sa deuxième saison en 2002, l'Aviron bayonnais, qui obtient sa montée en Top 14 en disputant la finale de Pro D2 2004, et la Section paloise qui perd la finale du Challenge européen 2004-2005 face aux Anglais de Sale Sharks.
Sa reconversion professionnelle le voit développer et reprendre des installations hydroélectriques sur le Salat dans son Ariège natale.

## Palmarès
- Championnat de France de rugby à XV
  - Vainqueur (1) : 1997[4] avec Toulouse
  - Finaliste (1) : 2002 avec Agen
- Championnat de France Militaire 1993[réf. nécessaire] :
  - Champion (1) : 1993
- International de rugby à 7[réf. nécessaire]
- Championnat de France Pro D2 :
  - Finaliste (1) : avec Bayonne en 2004 contre le FC Auch et montée en Top 16
- challenge européen :
  - Finaliste (1) : avec Pau en 2005

## Entraîneur
Nicolas Martin fait ensuite son retour à Saint-Girons en tant qu'entraîneur-joueur du Saint-Girons Sporting club Couserans en 2005 jusqu'en avril 2009.